# Anything (3T)
Anything is een nummer van de Amerikaanse Boyband 3T uit 1996. Het is de eerste single van hun debuutalbum Brotherhood.
"Anything" betekende de internationale doorbraak voor 3T. De broertjes Jackson (neefjes van Michael) wisten met het nummer de 15e positie in de Amerikaanse Billboard Hot 100 te bereiken. In de Nederlandse Top 40 haalde het nummer de 5e positie, en in de Vlaamse Ultratop 50 de 13e.